# Mac Studio
Il Mac Studio è una workstation di piccole dimensioni progettata, prodotta e venduta da Apple Inc. È uno dei quattro computer desktop della gamma Macintosh, posizionato al di sopra della fascia consumer Mac mini e iMac e posizionato sotto il Mac Pro. È configurabile con gli SoC M1 Max e M1 Ultra.

## Panoramica
Il Mac Studio è stato annunciato l'8 marzo 2022, insieme all'Apple Studio Display, e messo in commercio il 18 marzo.

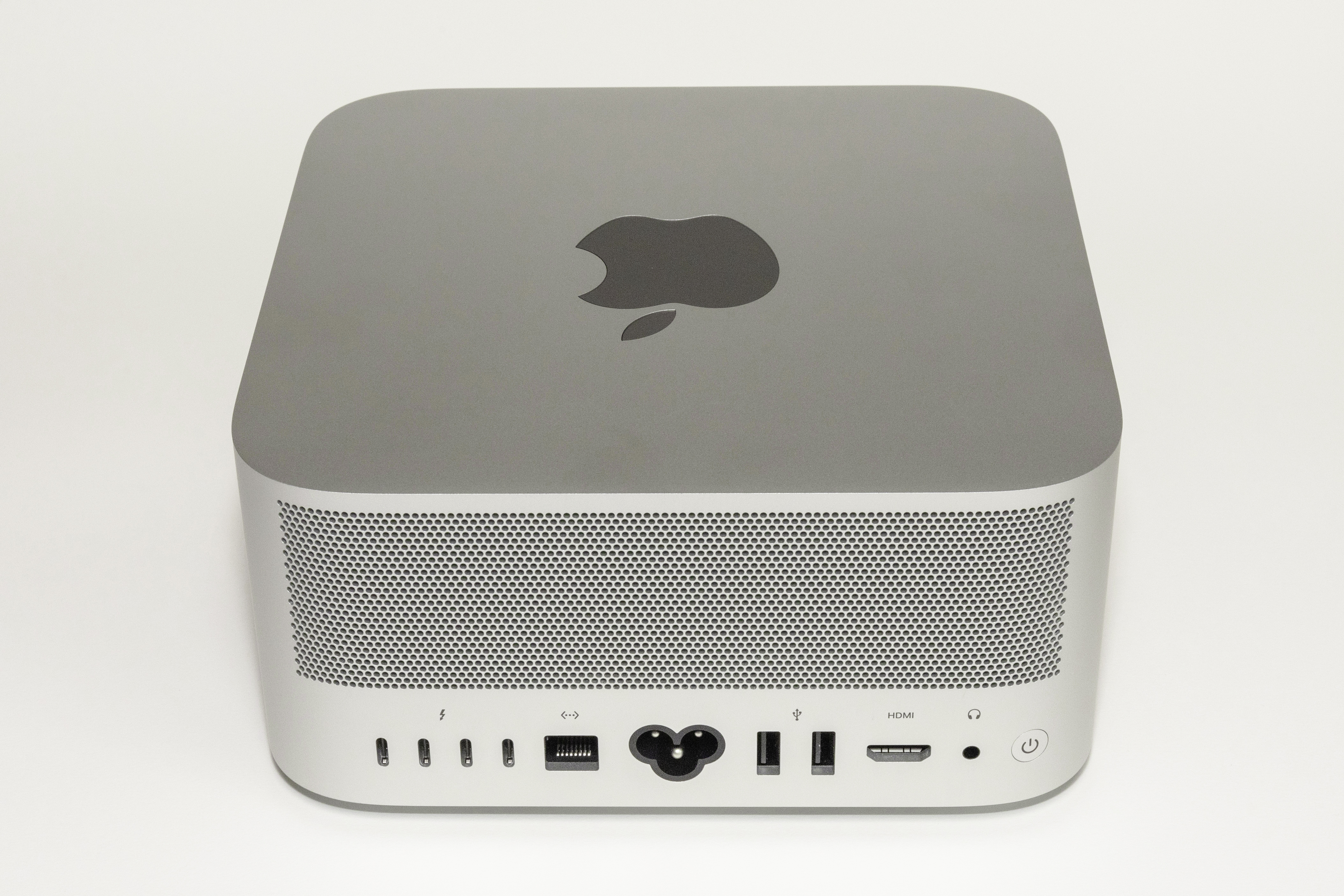
Porte posteriori

Il Mac Studio è progettato come una macchina di qualità e prezzo superiore rispetto al Mac mini ma inferiore al Mac Pro. Ci sono due modelli che sono alimentati da SoC basati su ARM : l'M1 Max o l'M1 Ultra, che combina due chip M1 Max in un unico chip. Il Mac Studio ha una larghezza e una profondità simili al Mac Mini, entrambi di circa 200 mm, ma è di circa 94 mm più alto. Dispone di quattro porte Thunderbolt 4 (USB 4), due porte USB 3.0 di tipo A, HDMI (fino a 4K @ 60 Hz), Ethernet a 10 Gb e un jack per le cuffie. Il pannello frontale ha due porte USB-C (Thunderbolt 4 nei modelli M1 Ultra) e uno slot per schede SD (che supporta schede SDXC e bus UHS-II ). È raffreddato da un paio di ventole e da una rete di fori sul fondo e sul retro del case, che aiuta a ridurre il rumore delle ventole.
I modelli Mac Studio con M1 Ultra pesano 910 g di più rispetto ai modelli con M1 Max in quanto dotati di un dissipatore in rame più grande. Apple afferma che il Mac Studio è più veloce del 50% rispetto a un Mac Pro con un processore Intel Xeon a 16 core.
Il Mac Studio supporta fino a quattro monitor 6K collegati tramite Thunderbolt e un quinto monitor tramite HDMI. È stato introdotto insieme all'Apple Studio Display, un monitor 5K da 27 pollici con fotocamera integrata, sistema audio a sei altoparlanti con audio spaziale e supporto Dolby Atmos e supporto regolabile in altezza (acquistabile in fase di configurazione).

### Riparabilità
Il Mac Studio ha un'unità a stato solido (SSD) rimovibile e una seconda unità nei modelli con 8 terabyte di spazio di archiviazione. Tuttavia, l'SSD è legato al firmware e non si avvia se inserito in un altro Mac Studio. Ars Technica osserva che questa limitazione potrebbe essere dovuta al design del chip che implementa il controller SSD sul chip piuttosto che sull'unità stessa per scopi di crittografia.

## Specifiche
|                         |                         | 2022 | 2022 |
| Chip                    | Chip                    | Apple M1 Max | Apple M1 Ultra |
| ----------------------- | ----------------------- | --- | --- |
| Sequenza temporale      | Annuncio                | 8 marzo 2022 | 8 marzo 2022 |
| Sequenza temporale      | Lancio sul mercato      | 18 marzo 2022 | 18 marzo 2022 |
| Sequenza temporale      | Interruzione            | Ancora in produzione | Ancora in produzione |
| Sequenza temporale      | Supporto                | Ancora supportato | Ancora supportato |
| Modello                 | Numero d'ordine         | MJMV3 | MJMW3 |
| Modello                 | ID                      | Mac13,1 | Mac13,2 |
| Modello                 | Numero del modello      | A2615 | A2615 |
| Prezzo base al lancio   | Prezzo base al lancio   | 2349 € | 4649 € |
| Prestazione             | Processore              | CPU Apple M1 Max da 3,2 GHz a 10 core con 8 core ad alte prestazioni e 2 core ad efficienza                                                  | CPU Apple M1 Ultra da 3,2 GHz a 20 core con 16 core ad alte prestazioni e 4 core ad efficienza                                               |
| Prestazione             | Archiviazione           | 32 GB (espansione opzionale da 64 GB al momento dell'acquisto)                                                                               | 64 GB (espansione opzionale da 128 GB al momento dell'acquisto)                                                                              |
| Prestazione             | Archiviazione           | Memoria unificata | |
| Prestazione             | Grafica                 | GPU integrata a 24 core (Configurabile fino a 32 core al momento dell'acquisto)                                                              | GPU integrata a 48 core (Configurabile fino a 64 core al momento dell'acquisto)                                                              |
| Prestazione             | Supporto video          | Quattro display con risoluzione fino a 6016×3384 a 60 Hz tramite USB-C, più un display con risoluzione fino a 4096×2160 a 60 Hz tramite HDMI | Quattro display con risoluzione fino a 6016×3384 a 60 Hz tramite USB-C, più un display con risoluzione fino a 4096×2160 a 60 Hz tramite HDMI |
| Disco a stato solido    | Disco a stato solido    | 512 GB (Configurabile con 1, 2, 4, o 8 TB al momento dell'acquisto)                                                                          | 1 TB (Configurabile con 2, 4, o 8 TB al momento dell'acquisto)                                                                               |
| Connettività            | Connettività            | Wi-Fi 6 integrato (802.11a/b/g/n/ac/ax) Bluetooth 5.0 ethernet a 10 gigabit                                                                  | Wi-Fi 6 integrato (802.11a/b/g/n/ac/ax) Bluetooth 5.0 ethernet a 10 gigabit                                                                  |
| Connessioni periferiche | Connessioni periferiche | 4 × Thunderbolt 4 (USB 4) 2 × USB-C 3.1 Gen 2                                                                                                | 6 × Thunderbolt 4 (USB 4) |
| Connessioni periferiche | Connessioni periferiche | 2 × USB 3.0 di tipo A HDMI 2.0 Slot per scheda di memoria SDXC (UHS-II) jack per cuffie da 3,5 mm con supporto per cuffie ad alta impedenza  | |
| Energia e ambiente      | Potenza utilizzata      | 370 W (max in continuo) | 370 W (max in continuo) |
| Energia e ambiente      | Emissioni di gas serra  | 262 kg di CO2e | 375 kg CO2e |
| Aspetto                 | Peso                    | 2,7 kg | 3,6 kg |
| Aspetto                 | Dimensioni              | 9,5 cm (H) × 19,7 cm (L) × 19,7 cm (D) | 9,5 cm (H) × 19,7 cm (L) × 19,7 cm (D) |